# Chesley (Aube)
Chesley ist eine Gemeinde mit 295 Einwohnern (Stand 1. Januar 2022) im französischen Département Aube in der Region Grand Est (vor 2016 Champagne-Ardenne). Die Gemeinde gehört zum Arrondissement Troyes und zum Kanton Les Riceys.

## Geographie
Chesley liegt etwa 37 Kilometer südlich von Troyes am Flüsschen Landion. Umgeben wird Chesley von den Nachbargemeinden Cussangy im Norden, Lagesse im Norden und Nordosten, Balnot-la-Grange im Osten, Étourvy im Süden, Chaserey im Süden und Südwesten, Coussegrey im Südwesten und Westen, Prusy im Westen sowie Vallières im Nordwesten.

## Bevölkerungsentwicklung
| Jahr                       | 1962 | 1968 | 1975 | 1982 | 1990 | 1999 | 2006 | 2011 | 2019 |
| Einwohner                  | 440  | 399  | 353  | 344  | 317  | 320  | 343  | 334  | 322  |
| Quellen: Cassini und INSEE |      |      |      |      |      |      |      |      |      |

## Sehenswürdigkeiten
- Kirche Saint-Didier